# Улица Тараса Шевченко (Саратов)

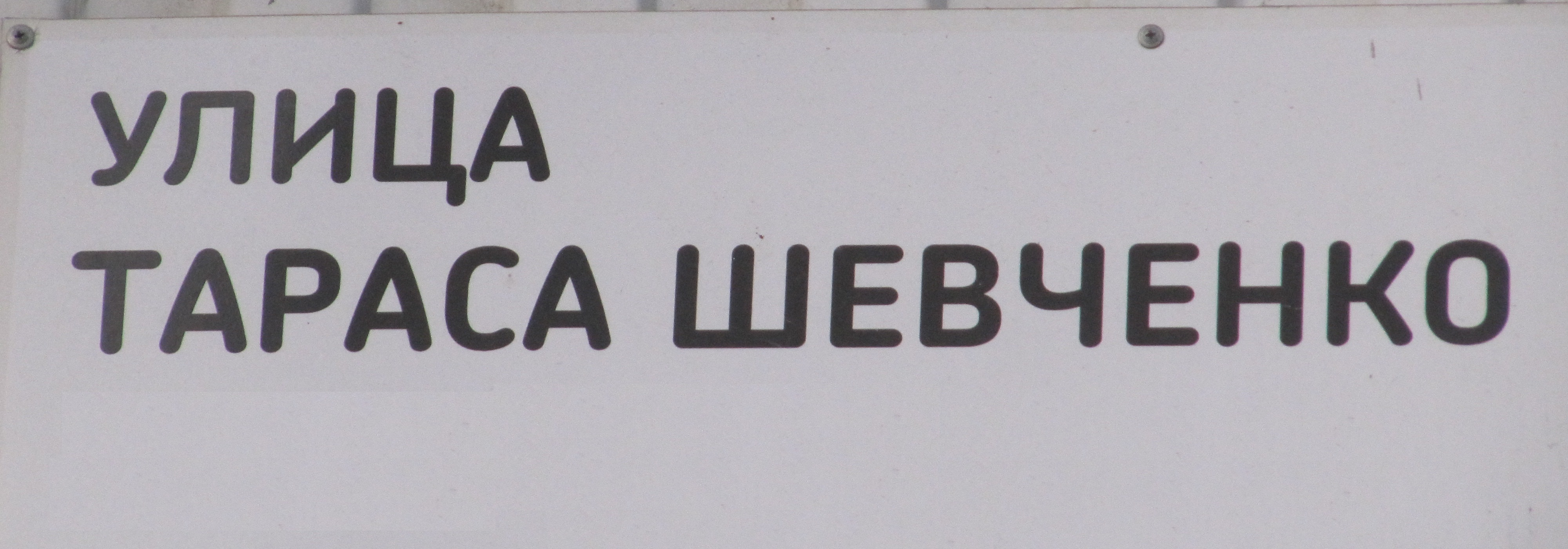
Улица Тараса Шевченко.

У́лица Тара́са Шевче́нко — одна из центральных улиц Саратова. 
Улица проходит от улицы Максима Горького до улицы Рахова. Расположена в Октябрьском районе.

## История
Улица сложилась ко второй половине XIX века. Располагалась она на окраине Саратова, ничем не выделяясь от других окраинных улиц того времени. На ней не находилось особняков либо других памятников архитектуры. Именно поэтому улица получила название Скучная. Со временем на улице мало, что менялось — те же однообразные дома и грязь. В 60-х годах XIX века её пытались официально назвать Андреевской, но всё больше приживалось другое название — Крапивная. В 1910-х годах на ней в доме № 46, Шмидт, м Ильинской и Камышенской, был расквартирован штаб 47-й пехотной дивизии. 
В 1939 году в связи с 125-летием со дня рождения Тараса Григорьевича Шевченко Крапивная улица была переименована в честь него.

## Транспорт
Непосредственно по улице не проходит ни одного маршрута общественного транспорта. Но улица пересекает такие важные транспортные городские магистрали, как улица Чапаева, улица Рахова, улица Максима Горького и Вольская улица.
- По улице Максима Горького проходят автобусные маршруты № 9 и 82; троллейбусные маршруты № 2А и 3
- По улице Чапаева автобусные маршруты № 2, 2Д, 6, 13, 21, 53, 59, 79, 83, 90, 99, 110, 113; троллейбусный маршрут № 15.
- По улице Рахова автобусные маршруты № 56 и 76; троллейбусный маршрут № 16.

## Достопримечательности
На улице Шевченко сохранились дома, признанные объектами культурного наследия.
- Дом № 2 по ул. Шевченко: 2 этажа построены до 1900 года из красного кирпича, в 1950 году надстроены 3 и 4 этажи из белого кирпича (это видно на фото со двора). На доме установлена мемориальная доска: В этом здании в 1901—1902 гг. жил Рыков Алексей Иванович.

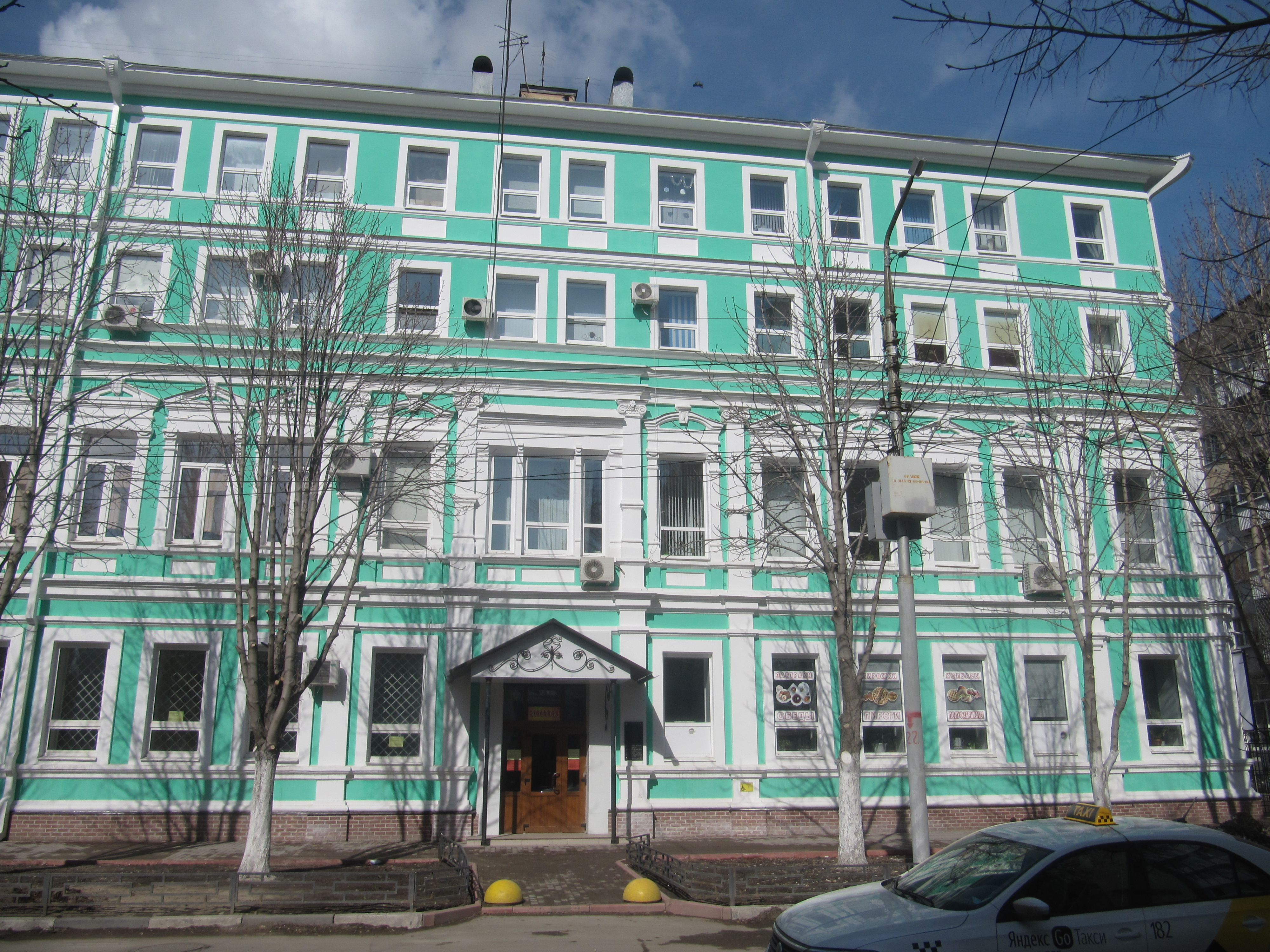
Шевченко улица дом 2 фасад
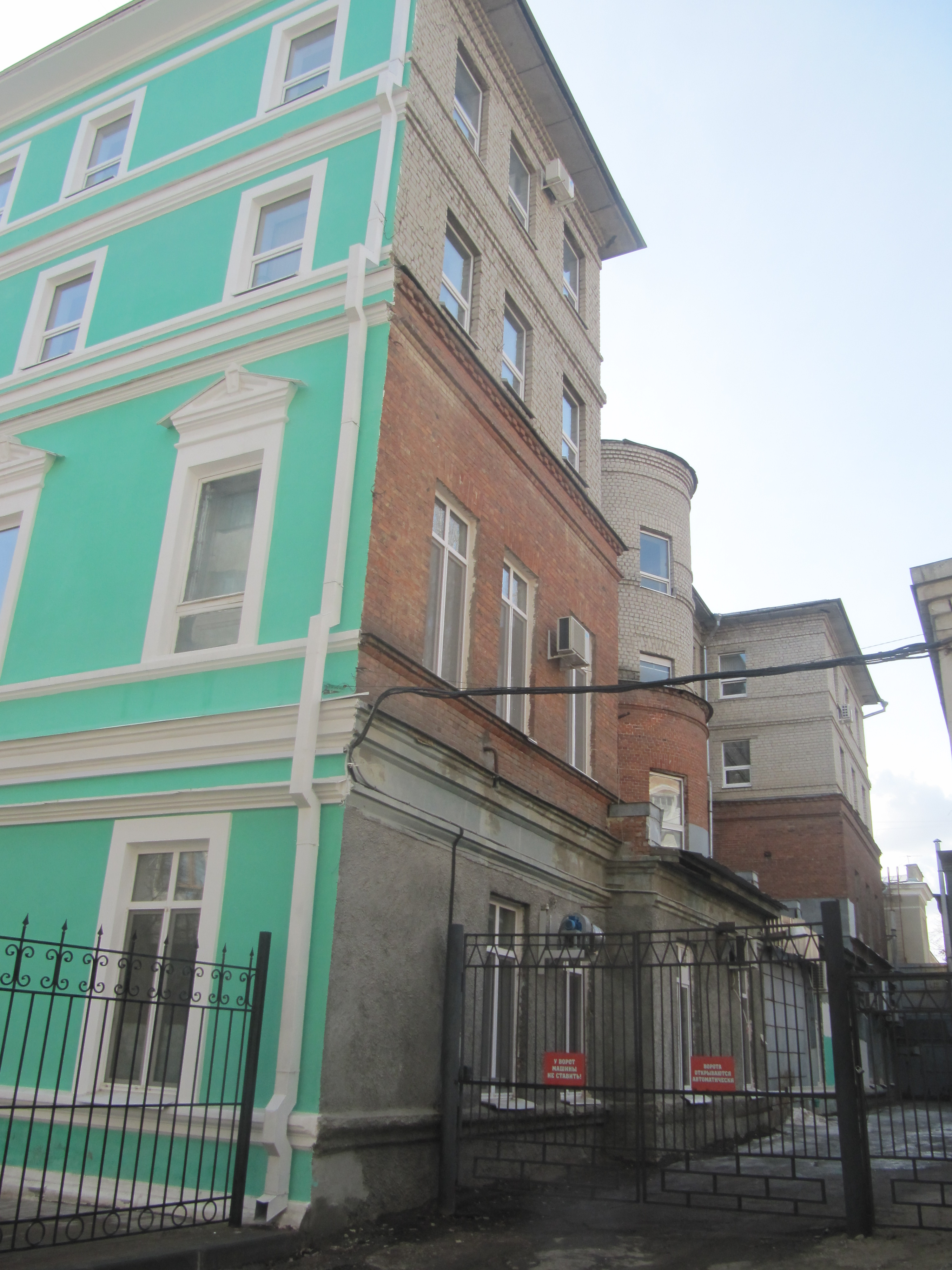
Шевченко улица дом 2 со двора
Рыков А.И. мемдоска

- Дом № 10 по ул. Шевченко — городская усадьба XIX века,[6] построенная из красного кирпича, в неё входят: главный дом с мезонином, доходный дом, арочные ворота.

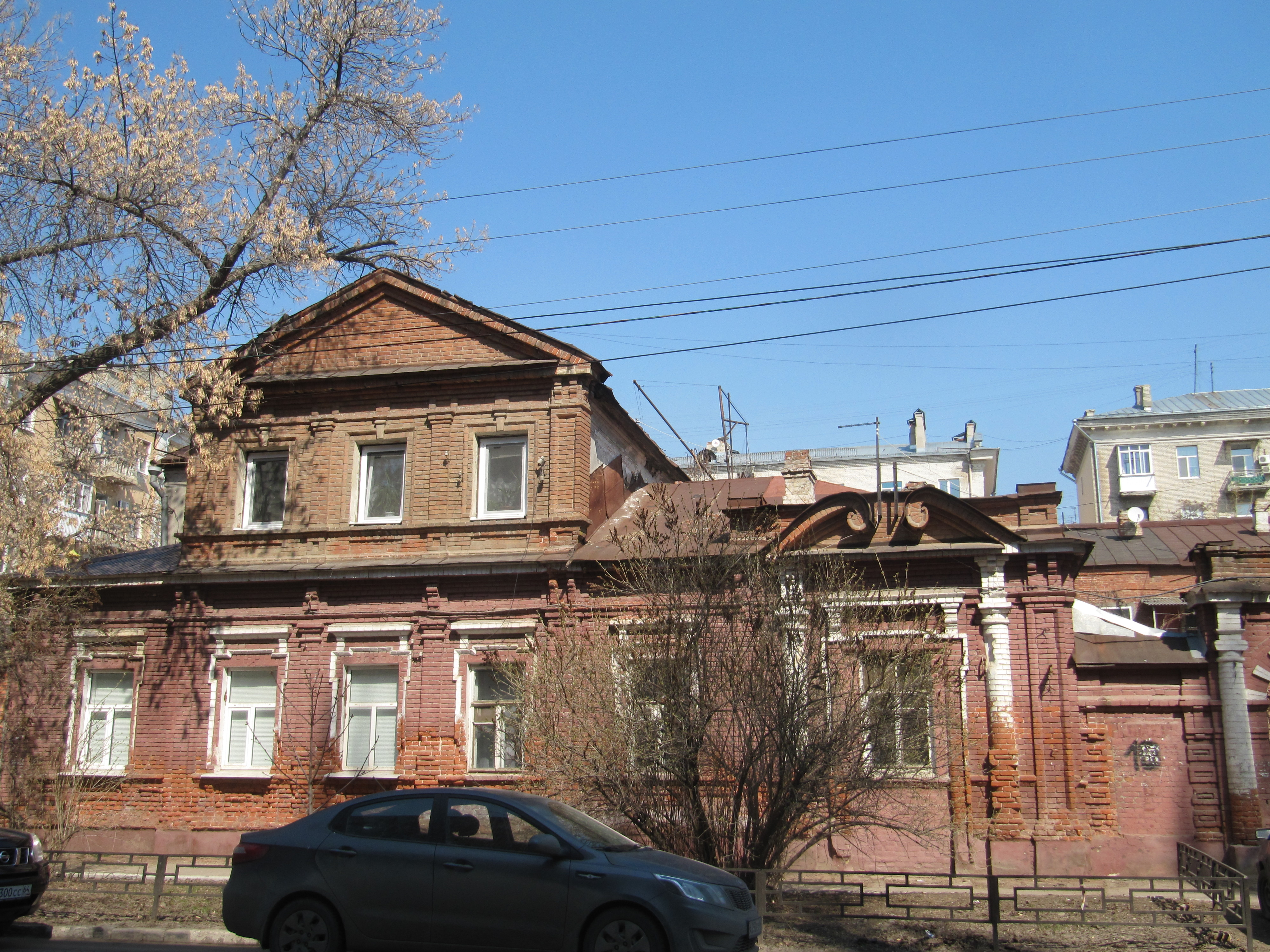
Дом с мезонином
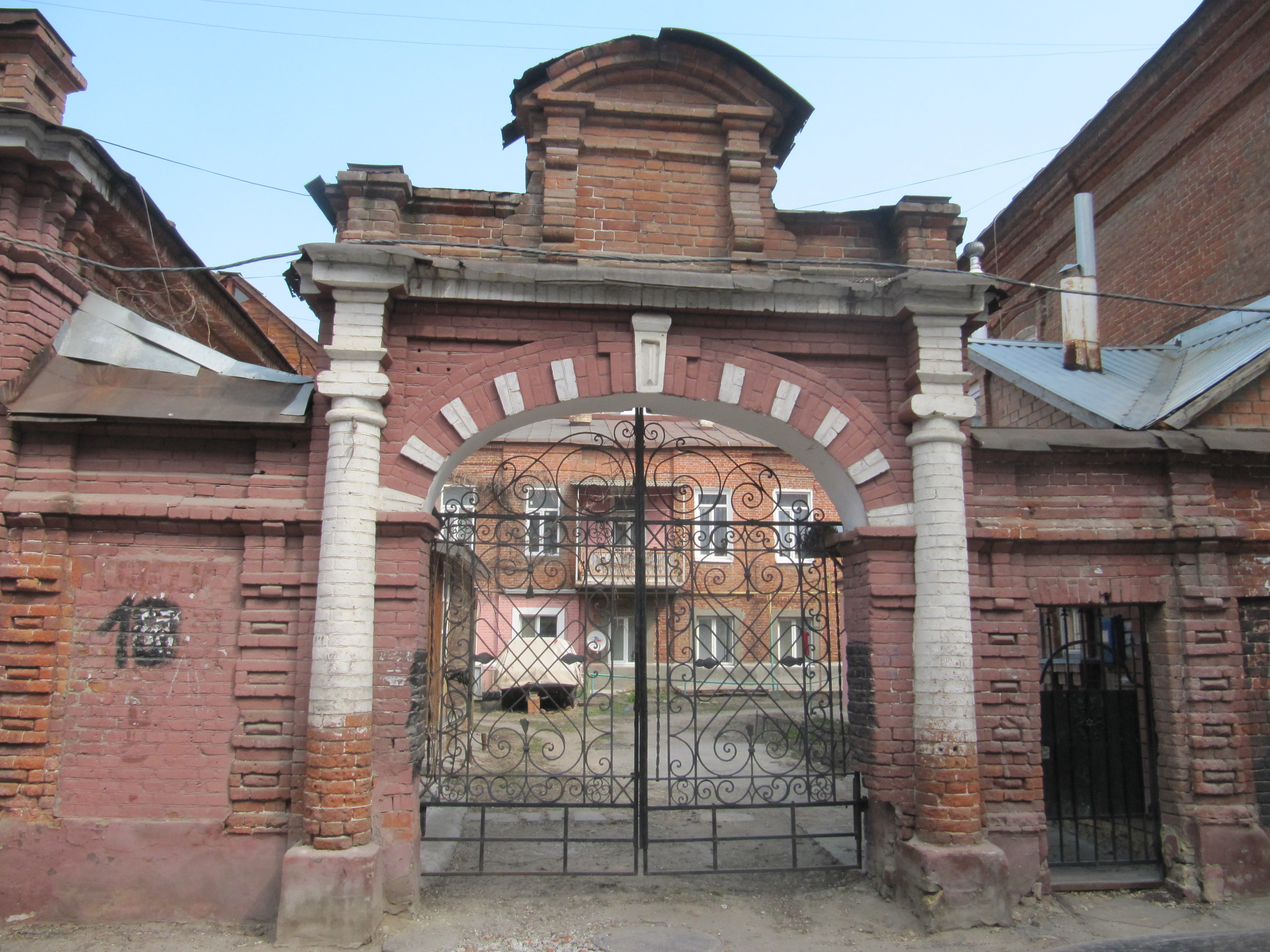
Арочные ворота
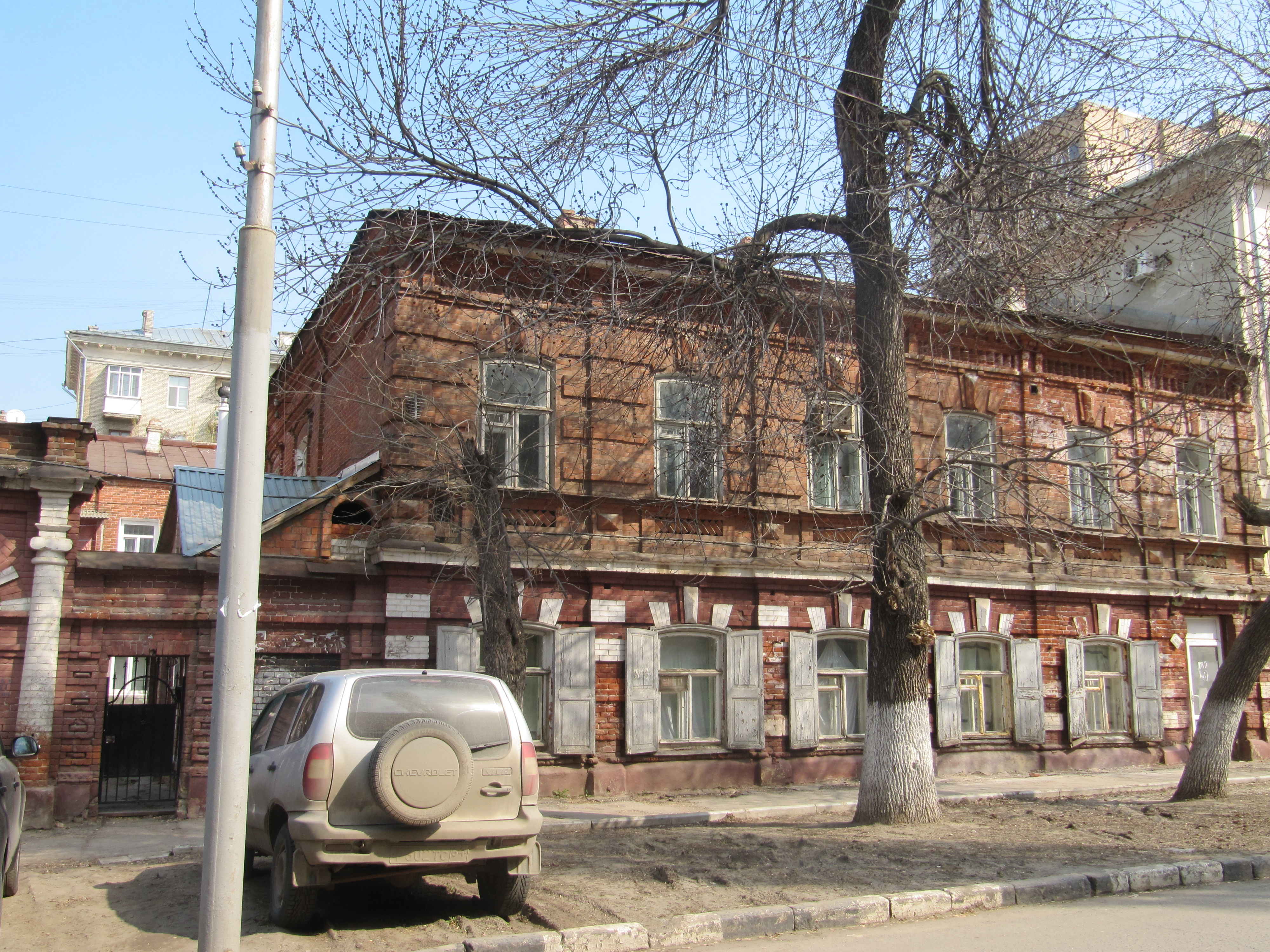
Дом доходный

- Дом № 26 по ул. Шевченко — Центральная детская музыкальная школа.[7] В 1914 году по проекту архитектора В. К. Карпенко был построен Особняк Грингоф с воротами. Строил его инженер-технолог И. Г. Грингоф (строивщий мосты, заводы, мельницы и т.п.) для технической конторы «Братья Грингоф».[8]

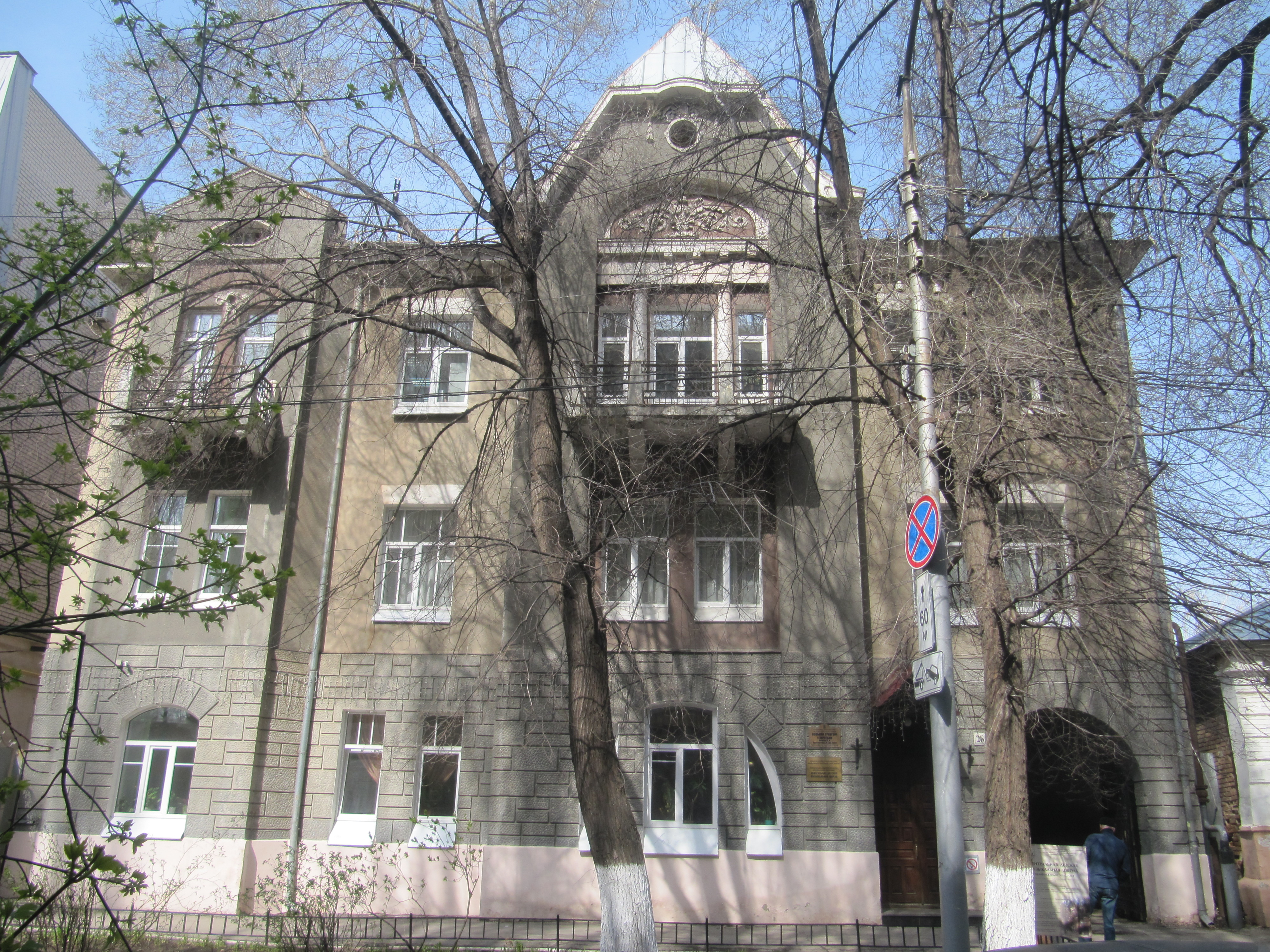
Особняк Грингоф: фасад
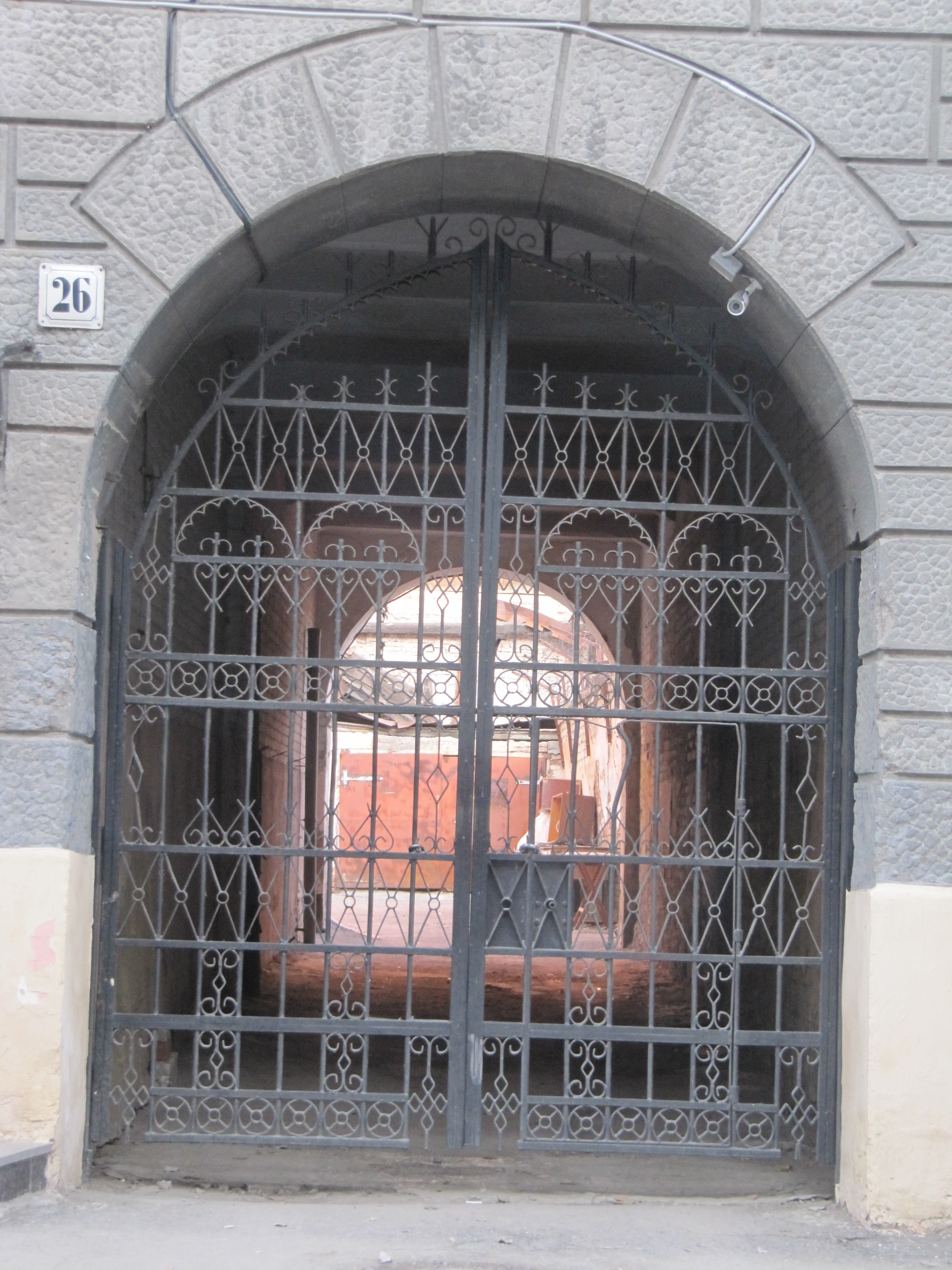
Особняк Грингоф: ворота
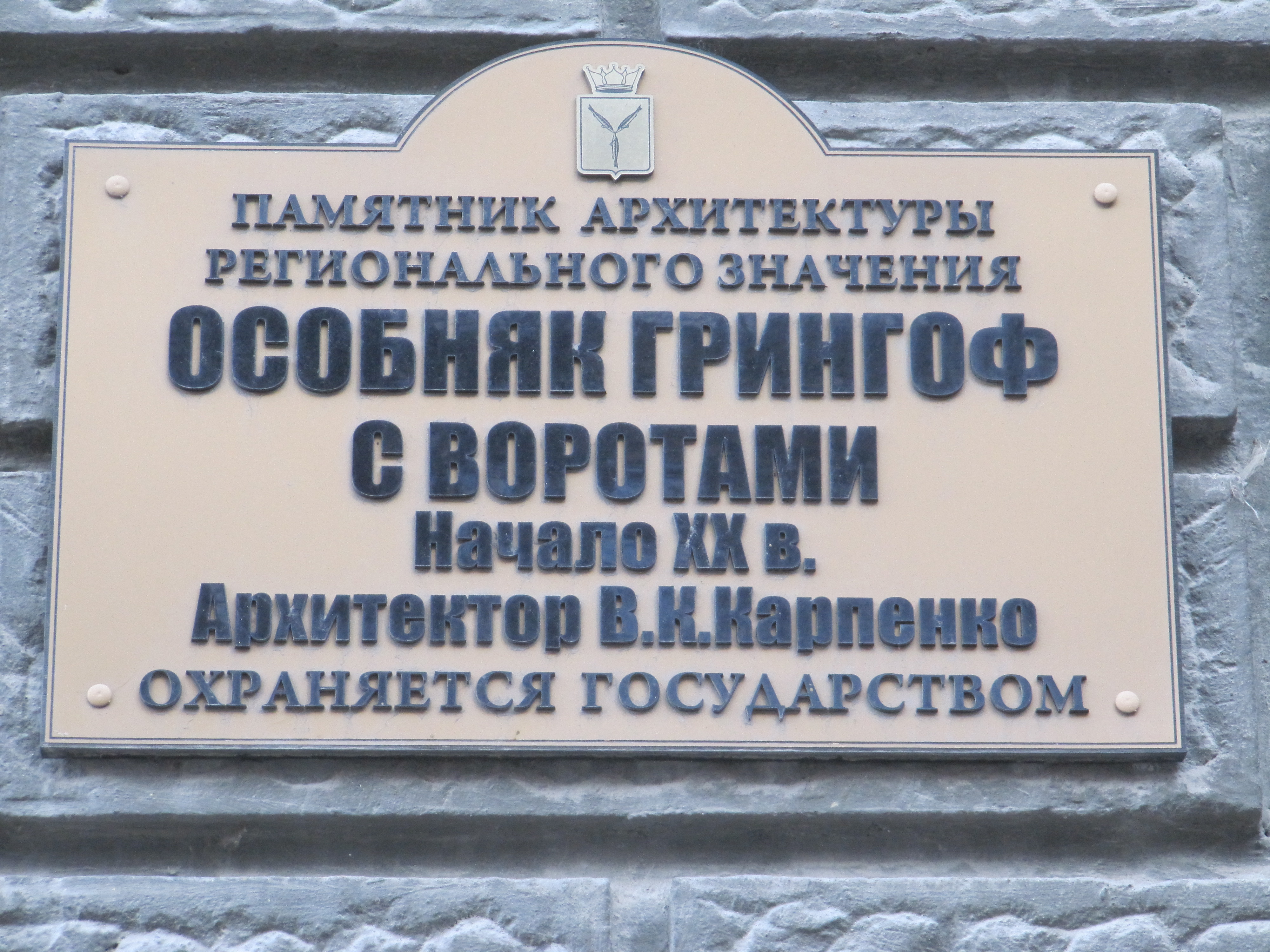
Особняк Грингоф: табличка